# Jarrod Gee
Jarrod Gee (ur. 26 grudnia 1975) – amerykański koszykarz, występujący na pozycjach skrzydłowego oraz środkowego.
W 1994 roku otrzymał tytuł – Illinois Mr. Basketball, przyznawany najlepszemu zawodnikowi stanu Illinois szkół średnich.
W 2003 roku został wybrany w drafcie D-League przez Charleston Lowgators z numerem 35 ogólnej listy.
W sezonie 1999/2000, podczas wygranego 85-57 spotkania z Zastalem Zielona Góra, wyrównał drugi wynik w historii PLK (odkąd wprowadzono oficjalne statystyki w sezonie 1998/99), notując 10 przechwytów.

## Osiągnięcia
NCAA
- Uczestnik turnieju NCAA (1997, 1998)
- Mistrz konferencji Big Ten (1998)

Indywidualne
- Uczestnik meczu gwiazd PLK (2000)[4]
- Powołany do udziału w meczu gwiazd Polska - Gwiazdy PLK (2000 – nie wystąpił)[5]